# 網路方法論
網路方法論（英語：Cybermethodology）是個新近發展出的領域，聚焦於對電腦運算和技術研究方法的創造性發展與使用，用於對網路等下一代資料來源的分析。第一個以網路方法論為主題的正式學術課程由加州大學洛杉磯分校推出 。

## 背景
網路方法論自兩個相對較新的領域發展而來：其一是科技與社會，聚焦於科技研究與創新對社會的影響及相關的政策議題 ，包括加州大學柏克萊分校、康乃爾大學、麻省理工學院、史丹佛大學等校都提供了科技與社會極其相關學科的課程。技術和社會研究的實力，在於其可說是自然科學、社會科學、工程、與公共政策的交叉學科。
其二是網路研究，明尼蘇達大學、華盛頓大學、布蘭迪斯大學、喬治城大學已有相關課程。網路研究的內容包括對網路基礎運作的研究、網路安全、網路社群與遊戲、網路文化、知識產權等問題。

## 特徵
網路方法論由網路研究與科技研究組成，特別關注使用基於創新技術的分析方法、新的資料來源與概念化，以便於更好地理解人類行為。其特徵在於使用來自虛擬世界、部落格、簡訊、線上遊戲、社群網站、影片共享、wiki、搜尋引擎等創新工具與活動的資料。網路方法論的組成包括：
1. 基本的數位素養：資訊科技的核心知識、對統計、分析軟體等網路工具、電子圖書館、數位裝置的認識、對網路做為一種資料來源的使用等等。
2. 研究生命週期：關於資料從採集、輸入到歸檔的生命週期、以及可近性的研究。
3. 非線性技術：包括超連結、動態監測、以及神經成像等技術。
4. 程式設計概念：包括建互動研究工具的能力。
5. 分析方法及其與不同類型資料的關係：非線性的、質的、空間的、時間的、代理人基的等等。
6. 超乎人對人對談的互動模式、現場考察、與對線上社區以及遊戲及虛擬環境互動的匿名調查等等。
7. 研究展示能力：包括對新媒體的使用技巧[4] ，有意或無意地通過資訊方法將結果快速傳播給非特定受眾而引起的問題，以及網絡研究的動態潛在互動性。
8. 後設素養（Meta-Literacy）：對網路研究的方法、工具及其結果進行批判性評估的能力。